# Амбарян, Хачик Минасович
Амбарян Хачик Минасович (22 сентября 1919, с. Налбанд, Республика Армения — 28 июля 2004, Москва) — советский военачальник, генерал-полковник (21.02.1969).

## Молодость
Родился в Армении в крестьянской семье. Армянин. Окончил семилетнюю среднюю школу в 1932 году, Ленинаканский железнодорожный техникум имени С. Шаумяна в 1936 году. Работал помощником начальника и начальником железнодорожной станции Баяндур в Армянской ССР, старшим помощником начальника станции Ереван. В эти же годы заочно учился в Тбилисском железнодорожном институте, окончив два курса.
В Красной армии с июня 1939 года. Окончил Оперативно-штабные курсы при оперативном отделе штаба Приволжского военного округа в мае 1941 года. После их окончания назначен помощником начальника 6-го отделения штаба 167-й стрелковой дивизии (Саратовская область).

## Великая Отечественная война
Участник Великой Отечественной войны с июня 1941 года. Командовал стрелковым взводом и стрелковой ротой 507-го стрелкового полка 148-й стрелковой дивизии 45-го стрелкового корпуса 13-й армии Западного фронта. Участвовал в Витебском сражении (в том числе в обороне Быхова и в попытках уничтожения немецких плацдармов на Днепре), в Смоленском оборонительном сражении. С июля 1941 года — помощник начальника оперативного отдела штаба 63-го стрелкового корпуса 21-й армии Западного и Центрального фронтов, с августа 1941 — помощник начальника 3-го отделения оперативного отдела 21-й армии. Был ранен в боях 5 июля и 21 сентября 1941 года. Последнее ранение оказалось тяжелым, и Амбаряна эвакуировали для лечения в эвакогоспиталь в Сталинград.
После выздоровления, в декабре 1941 года назначен начальником 6-го отделения штаба 82-й отдельной морской бригады, которая формировалась в Архангельском военном округе. В мае 1942 года назначен командиром стрелкового батальона в этой бригаде, затем — начальником штаба отдельного батальона. С 19 июня 1942 года в составе бригады воевал на Карельском фронте (бригада передана в подчинение Мурманского укрепленного района Северного флота, участвовал в обороне Заполярья.
В мае 1943 года переведён на должность командира стрелкового батальона 437-го стрелкового полка 154-й стрелковой дивизии в 4-й ударной армии Западного фронта, в том же году назначен начальником штаба 437-го стрелкового полка той же дивизии 22-го гвардейского стрелкового корпуса в 68-й армии на Западном и Калининском фронтах. С июня 1944 года — помощник начальника оперативного отдела штаба 43-й армии 1-го Прибалтийского фронта. На этих должностях участвовал в Смоленской, в Витебской, в Белорусской, Восточно-Прусской наступательных операциях. Был ранен ещё трижды — 6 января 1944, 17 марта 1944 и 18 февраля 1945 года. За личное мужество в боях был награждён в 1943—1945 годах четырьмя боевыми орденами.
В марте 1945 года назначен командиром 995-го стрелкового полка 263-й стрелковой дивизии 54-го стрелкового корпуса 43-й армии 3-го Белорусского фронта. Во главе полка отличился при штурме Кёнигсберга.За 4 суток штурма, с 6 по 10 апреля 1945 года, полк под его командованием с боем овладел 9 кварталами города, комплексом зданий мясокомбината и очистил от противника 2 улицы. Было уничтожено до 400 немецких солдат и 800 солдат захвачены в плен. Уничтожены 19 орудий и 38 пулемётов, захвачены 9 складов и 50 различных автомашин. За эти отличия полку было присвоено почётное наименование «Кёнигсбергский», а командир полка подполковник Х. М. Амбарян награждён орденом Ленина.

## Послевоенная служба
В июле 1945 года направлен на учёбу. В 1948 году окончил Военную академию имени М. В. Фрунзе. С января 1949 года служил начальником штаба и временно исполняющим должность командира 54-го гвардейского стрелкового полка 19-й гвардейской стрелковой дивизии Приморского военного округа, с января 1953 года — заместитель командира 40-й стрелковой дивизии того же округа (Приморский край), с апреля 1954 года — командир 7-й пулемётно-артиллерийской дивизии Дальневосточного военного округа (Курильские острова), с января 1955 по декабрь 1957 года — командир 79-й стрелковой дивизией (с 17.05.1957 — 79-я мотострелковая дивизия) в 15-й армии Дальневосточного военного округа (пос. Леонидово на Сахалине).
В 1959 году окончил Военную академию Генерального штаба Вооружённых Сил СССР с золотой медалью. С октября 1959 года — первый заместитель командующего, а с 13 декабря 1961 года — командующий 11-й гвардейской армии Прибалтийского военного округа (штаб в Калининграде). С 19 марта 1966 года — первый заместитель командующего войсками Белорусского военного округа. С 28 мая 1969 года — заместитель главнокомандующего Сухопутных войск по боевой подготовке — начальник Главного управления боевой подготовки. С июня 1974 года проходил службу в аппарате Главнокомандующего Объединенными вооружёнными силами государств — участников Варшавского договора, где в 1975 году стал представителем Главнокомандующего при Болгарской народной армии и главным военным советником в Народной Республике Болгарии. С июня 1981 года — заместитель главнокомандующего Сухопутных войск по военно-учебным заведениям — начальник Управления военно-учебных заведений Сухопутных войск. С марта 1985 года — главный военный советник при Министре обороны Эфиопии. С октября 1987 года состоял в распоряжении главнокомандующего Сухопутными войсками. В июне 1988 года уволен в отставку.
Член КПСС с 1939 года. Депутат Верховного Совета РСФСР 6-го созыва (1963—1967). Депутат Верховного Совета Белорусской ССР 7-8 созывов (1967—1975).
Автор книги мемуаров «Родина, я тебе присягаю!» (Москва: Воениздат, 2001).
Жил в Москве. Умер 28 июля 2004 года. Похоронен на Троекуровском кладбище Москвы.

## Награды

### награды СССР
- два ордена Ленина (19.04.1945, 1967)
- орден Октябрьской Революции
- четыре ордена Красного Знамени (4.02.1945, 14.02.1945, 1972, 1987)
- орден Отечественной войны 1-й степени (11.03.1985)
- два ордена Отечественной войны 2-й степени (19.02.1944, 18.07.1944)
- два ордена Красной Звезды (18.08.1943, 1954)
- орден «За службу Родине в Вооружённых Силах СССР» 3-й степени (30.04.1975)
- Медаль «За боевые заслуги» (1950)
- Медаль «За воинскую доблесть. В ознаменование 100-летия со дня рождения В. И. Ленина»
- Медаль «За оборону Советского Заполярья»
- Медаль «За победу над Германией в Великой Отечественной войне 1941—1945 гг.»
- Юбилейная медаль «Двадцать лет Победы в Великой Отечественной войне 1941—1945 гг.»
- Юбилейная медаль «Тридцать лет Победы в Великой Отечественной войне 1941—1945 гг.»
- Юбилейная медаль «Сорок лет Победы в Великой Отечественной войне 1941—1945 гг.»
- Медаль «За взятие Кёнигсберга»
- Медаль «Ветеран Вооружённых Сил СССР»
- Медаль «За укрепление боевого содружества» (1980)
- Юбилейная медаль «30 лет Советской Армии и Флота»
- Юбилейная медаль «40 лет Вооружённых Сил СССР»
- Юбилейная медаль «50 лет Вооружённых Сил СССР»
- Юбилейная медаль «60 лет Вооружённых Сил СССР»
- Юбилейная медаль «70 лет Вооружённых Сил СССР»
- Медаль «За безупречную службу» 1-й степени (1960)

### иностранные награды
- Орден Боевого Красного Знамени (Монголия, 6.07.1971)
- Орден «Георгий Димитров» (Болгария)
- Орден «9 сентября 1944 года» с мечами 1-й степени (Болгария, 14.09.1974)
- Офицерский крест ордена Возрождения Польши (Польша, 6.10.1973)[5]
- Медаль «30 лет Победы над фашистской Германией» (Болгария)
- Две медали «Китайско-советская дружба» (Китайская Народная Республика)
- Медаль «30 лет Халхин-Гольской Победы» (Монголия, 15.08.1969)
- Медаль «50 лет Монгольской Народной Армии» (Монголия, 15.03.1971)
- Медаль «50 лет Монгольской Народной Революции» (Монголия, 16.12.1971)
- Медаль «За укрепление дружбы по оружию» в золоте (ЧССР, 20.03.1970)
- Медаль «30 лет освобождения Чехословакии Советской Армией» (ЧССР, 29.08.1974)
- Медаль «100 лет Освобождения Болгарии от османского рабства» (НРБ)
- Медаль «90 лет со дня рождения Георгия Димитрова» (НРБ)
- Медаль «100 лет со дня рождения Георгия Димитрова» (НРБ)
- Медаль «1300 лет Болгарии» (НРБ, 1982)

## Воинские звания
- майор (1943)
- подполковник (1945)
- Генерал-майор (27.08.1957).
- Генерал-лейтенант (27.04.1962)
- Генерал-полковник (21.02.1969).